# Lorde (cratère)
Lorde est un cratère d'impact à la surface de Mercure. 
Le cratère fut ainsi nommé par l'Union astronomique internationale en 2022 en hommage à l'autrice américaine Audre Lorde (1934-1992),. 
Son diamètre est de 45 km. Il se situe dans le quadrangle de Bach (quadrangle H-15) de Mercure.